# Christina Paulisch
Christina Paulisch (* 1972 in Kiel als Christina Thode, in erster Ehe Christina Derlien) ist eine deutsche Fernseh- und Hörfunkjournalistin und Moderatorin.

## Leben
Christina Paulisch ist Nachrichtenmoderatorin der Nachrichtensendungen Brandenburg aktuell und rbb aktuell  des RBB Fernsehens (Potsdam).  
Sie studierte an der Christian-Albrechts-Universität in Kiel Germanistik, Literaturwissenschaft und Geschichte (Abschluss als Magister Artium).
In der Vergangenheit arbeitete sie als Redakteurin im Studio für verschiedene öffentlich-rechtliche und private Radio- und Fernsehsender, und zwar unter anderem im Hörfunkbereich für: R.SH, Radio Nora, NDR 4 Info (jetzt: NDR Info), Radio Hundert,6 (Berlin) und Inforadio Berlin-Brandenburg (rbb).  
Im Fernsehen arbeitete sie in gleicher Funktion für die privaten Sender SAT.1 (Regionalfenster Schleswig-Holstein), TV Berlin und für das öffentlich-rechtliche Schleswig-Holstein Magazin des NDR. Sie war Nachrichtensprecherin der Berliner Abendschau des SFB und gehört seit der Fusion des SFB mit dem ORB zum RBB zum Team der RBB-Nachrichtenredakteure und Moderatoren. 
Sie ist verheiratet und hat zwei Kinder.